# 花透镜虫
花透镜虫（学名：Spongophacus flos）为海绵盘虫科透镜虫属的动物。在中国，分布于东海等海域。